# Неурадовые
Неурадовые (Neuradaceae) — семейство цветковых растений.
Входящие в семейство роды раньше относили к порядку розоцветные и иногда даже к семейству розовые, но в настоящее время семейство относят к порядку мальвоцветные (Malvales). Семейство нуждается в дальнейшем изучении.
По информации базы данных The Plant List (на июль 2016) семейство включает 3 рода и 7 видов:
- Grielum — Гриелум — содержит 4 вида
- Neurada — Неурада — монотипный род, единственный представитель Neurada procumbens L.
- Neuradopsis — Неурадопсис — содержит 2 вида